# ARL2BP
ARL2BP (англ. ADP ribosylation factor like GTPase 2 binding protein) – білок, який кодується однойменним геном, розташованим у людей на 16-й хромосомі. Довжина поліпептидного ланцюга білка становить 163 амінокислот, а молекулярна маса — 18 822.
| 10         |  | 20         |  | 30         |  | 40         |  | 50         |
| ---------- |  | ---------- |  | ---------- |  | ---------- |  | ---------- |
| MDALEGESFA |  | LSFSSASDAE |  | FDAVVGYLED |  | IIMDDEFQLL |  | QRNFMDKYYL |
| EFEDTEENKL |  | IYTPIFNEYI |  | SLVEKYIEEQ |  | LLQRIPEFNM |  | AAFTTTLQHH |
| KDEVAGDIFD |  | MLLTFTDFLA |  | FKEMFLDYRA |  | EKEGRGLDLS |  | SGLVVTSLCK |
| SSSLPASQNN |  | LRH        |  |            |  |            |  |            |

A: Аланін

C: Цистеїн

D: Аспарагінова кислота

E: Глутамінова кислота

F: Фенілаланін

G: Гліцин

H: Гістидин

I: Ізолейцин

K: Лізин

L: Лейцин

M: Метіонін

N: Аспарагін

P: Пролін

Q: Глутамін

R: Аргінін

S: Серин

T: Треонін

V: Валін

Задіяний у такому біологічному процесі, як альтернативний сплайсинг. 
Локалізований у цитоплазмі, цитоскелеті, ядрі, мітохондрії, клітинних відростках, війках.